# Phyllonorycter alpina
Phyllonorycter alpina is een vlinder uit de familie mineermotten (Gracillariidae). De wetenschappelijke naam is voor het eerst geldig gepubliceerd in 1856 door Frey.
De soort komt voor in Europa.